# Louadaine
Louadaine (franska: Louadaine (CR), Louadaine (Commune Rurale), arabiska: عين تمكناي) är en kommun i Marocko.   Den ligger i provinsen Moulay Yacoub och regionen Fès-Meknès, i den nordöstra delen av landet, 180 km öster om huvudstaden Rabat. Antalet invånare är 11 283.